# Хомуты (Адыгея)
Хомуты — хутор в Тахтамукайском районе Республики Адыгея России. Входит в состав Старобжегокайского сельского поселения. Расположен на левом берегу реки Кубани и возле Шапсугского водохранилища на реке Афипс.

## Население
| 2002 | 2010 | 2013 | 2014  | 2015  | 2016  | 2017 |
| ---- | ---- | ---- | ----- | ----- | ----- | ---- |
| 358  | ↗574 | ↗580 | ↗586  | →586  | ↗600  | ↘599 |
| 2018 | 2019 | 2020 | 2021  | 2023  | 2024  |      |
| ↗609 | ↘594 | ↗616 | ↗1085 | ↗1154 | ↗1210 |      |

В 2002 году национальный состав населения на 91% состоял из русских.
По данным Всероссийской переписи 2021 года:
| Народ               | Численность, чел. | Доля от всего населения, % |
| ------------------- | ----------------- | -------------------------- |
| русские             | 1 026             | 94,56 %                    |
| другие / не указано | 59                | 5,44 %                     |
| всего               | 1 085             | 100,0 %                    |

## Улицы
- Заречная,
- Ленина,
- Мира,
- Набережная,
- Полевая,
- Садовая,
- Совхозная,
- Хакурате,
- Чапаева,
- Шоссейная.